# Saints and Sinners (album de Whitesnake)
Albums de Whitesnake
Come an' Get It
(1981) Slide It In
(1984)
Singles
1. Here I Go Again
Sortie : 15 novembre 1982
2. Victim of Love
Sortie : 1982

Saints and Sinners est le 5e album studio du groupe britannique Whitesnake. Il sort le 20 novembre 1982 sur le label Underdog Records (pour la France) et est produit par Martin Birch.

## Historique
Le guitariste Micky Moody quitte le groupe en décembre 1981 et le leader du groupe David Coverdale, convoque tous les membres du groupe. Coverdale est également préoccupé du manque de récompense financière que le groupe obtient, et décide donc de mettre le groupe en attente afin de se séparer de leur manager, John Coletta (qui a également été le manager de Deep Purple de 1968 à 1976). Après cette séparation, Coverdale reprend en main les affaires commerciales du groupe.
L'album est enregistré aux studios Rock City de Shepperton, Britannia Row de Londres et au Clearwell Castle (avec un studio mobile) dans le Gloucestershire pour la musique et aux studios Battery de Londres pour le chant.
En 1982, le guitariste Bernie Marsden, le bassiste Neil Murray et le batteur Ian Paice quittent à leur tour Whitesnake. Seul reste le claviériste Jon Lord.
L'album se classe à la 9e place des charts britanniques et est certifié disque d'argent au Royaume-Uni. Le single Here I Go Again n'a qu'un succès modéré 34e place à sa sortie en 1982 mais entre dans le top 10 du UK Singles Chart en 1987 dans une nouvelle version enregistré pour l'album Whitesnake.
Après la sortie de l'album, trois nouveaux membres rejoignent la formation: le guitariste Mel Galley (ex Trapeze) qui participe aux chœurs de cet album, le batteur Cozy Powell (ex Rainbow) et Colin Hodgkinson à la basse (ex Alexis Korner).

## Liste des titres
| 1. | Young Blood        | David Coverdale, Bernie Marsden | 3:30 |
| 2. | Rough an' Ready    | Coverdale, Micky Moody          | 2:52 |
| 3. | Bloody Luxury      | Coverdale                       | 3:23 |
| 4. | Victim of Love     | Coverdale                       | 3:33 |
| 5. | Crying in the Rain | Coverdale                       | 6:00 |

| 6.  | Here I Go Again      | Coverdale, Marsden                                          | 5:08 |
| 7.  | Love an' Affection   | Coverdale, Moody                                            | 3:09 |
| 8.  | Rock an' Roll Angels | Coverdale, Moody                                            | 4:07 |
| 9.  | Dancing Girls        | Coverdale                                                   | 3:10 |
| 10. | Saints an' Sinners   | Coverdale, Moody, Marsden, Neil Murray, Jon Lord, Ian Paice | 4:25 |

Titres bonus
Saints and Sinners est remasterisé et réédité en 2007 avec trois titres bonus:
| No  | Titre                                         | Auteur                                         | Durée |
| --- | --------------------------------------------- | ---------------------------------------------- | ----- |
| 11. | Young Blood (monitor mix/early vocals)        | Coverdale, Marsden                             | 3:30  |
| 12. | Saints an' Sinners (monitor mix/early vocals) | Coverdale, Moody, Marsden, Murray, Lord, Paice | 4:24  |
| 13. | Soul Survivor (unfinished, unreleased song)   | Coverdale, Moody, Marsden                      | 3:08  |

## Composition du groupe
- David Coverdale : chant
- Micky Moody : guitare électrique et chœurs
- Bernie Marsden : guitare électrique
- Jon Lord :claviers (orgue Hammond, synthétiseur, clavinet, piano)
- Neil Murray : basse
- Ian Paice : batterie

### Musicien additionnel
- Mel Galley : chœurs

## Charts et certification

### Album

#### Charts
| Pays                                 | Durée du classement | Meilleur classement | Date             |
| ------------------------------------ | ------------------- | ------------------- | ---------------- |
| Allemagne (GfK Entertainment)        | 20 semaines         | 28e                 | 14 février 1983  |
| Autriche (Ö3 Austria Top 40)         | 4 semaines          | 14e                 | 1er mars 1983    |
| Nouvelle-Zélande (RMNZ Albums Top40) | 1 semaine           | 41e                 | 20 février 1983  |
| Royaume-Uni (UK Albums Chart)        | 9 semaines          | 9e                  | 21 novembre 1982 |
| Suède (Sverigetopplistan)            | 3 semaines          | 45e                 | 21 décembre 1982 |

#### Certification
| Pays        | Certification | Ventes   | Date            |
| ----------- | ------------- | -------- | --------------- |
| Royaume-Uni | Argent        | 60 000 + | 6 décembre 1982 |

### Single
| Single          | Chart              | Durée du classement | Position | Date             |
| --------------- | ------------------ | ------------------- | -------- | ---------------- |
| Here I Go Again | (Single Top 100)   | 12 semaines         | 51e      | 7 mars 1983      |
| Here I Go Again | (UK Singles Chart) | 11 semaines         | 34e      | 28 novembre 1982 |